# Uche Agbo
Uche Henry Agbo (ur. 4 grudnia 1995 w Kano) – nigeryjski piłkarz występujący na pozycji pomocnika w Rayo Vallecano.